# 더 클럽 (2008년 영화)
《더 클럽》(영어: Deception)은 2008년 개봉한 미국의 에로틱 스릴러 영화이다.

## 줄거리
뉴욕의 상류 1%만이 가입할 수 있는 익명제 비밀 클럽. 월스트리트, 아이비리그 출신 등 상류층들로만 구성되어 있는 고객들의 섹스 클럽이자 철저히 익명성을 보장하는 섹스 리스트로, 전화를 통해 'ARE YOU FREE TONIGHT?'이라는 그들만의 멘트로 스케줄 확인 후 뜨거운 원 나이트 스탠드를 보내는 규칙이 존재한다.
뉴욕의 잘나가는 회계사이지만 일상이 무료한 조너선(이완 맥그리거 분)은 사무실을 찾아온 변호사 와이엇(휴 잭맨 분)과 친구가 되고, 그를 통해 뉴욕 최상류층만 가입할 수 있는 비밀 클럽을 알게 된다. 조너선은 스페셜 전화로 약속을 정하고 이름은 묻지 않는 채 뜨거운 관계를 갖는 이 클럽에 빠져든다.
어느 날 지하철역에서 한눈에 반했던 여성이 비밀 클럽의 파트너로 나타나자 조너선은 규칙을 어기고 이니셜S(미셸 윌리엄스 분)인 그녀와 가까워지게 된다. 하지만 함께 하룻밤을 보낸 뒤 그녀는 실종되고, 조너선은 2천만 달러를 횡령한 용의자로 지목받게 되는데…

## 출연
- 휴 잭맨
- 이완 맥그리거
- 미셸 윌리엄스
- 샬럿 램플링
- 리사게이 해밀턴
- 매기 큐
- 너태샤 헨스트리지
- 린 코언
- 대니 버스틴
- 맬컴 굿윈

## 기타 제작진
- 협력 제작: 필립 아이즌
- 배역: 보니 티머먼
- 미술: 퍼트리치아 본브랜던스타인
- 세트: 다이앤 레더먼
- 의상: 수 갠디

## 시청 등급
- 대한민국: 청소년 관람불가